# Wilhelm I van Duitsland

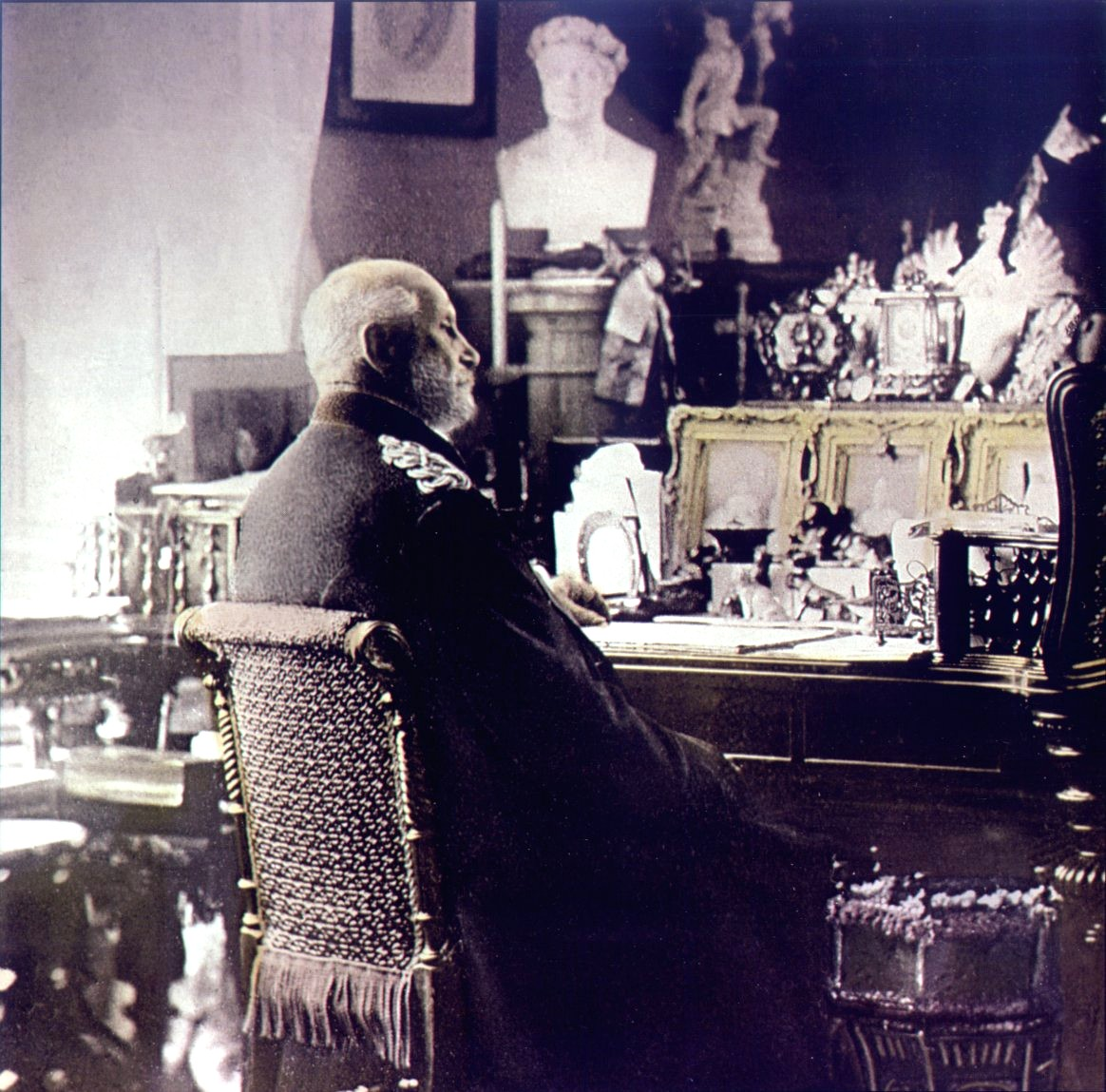
Wilhelm I in 1880 aan zijn bureau

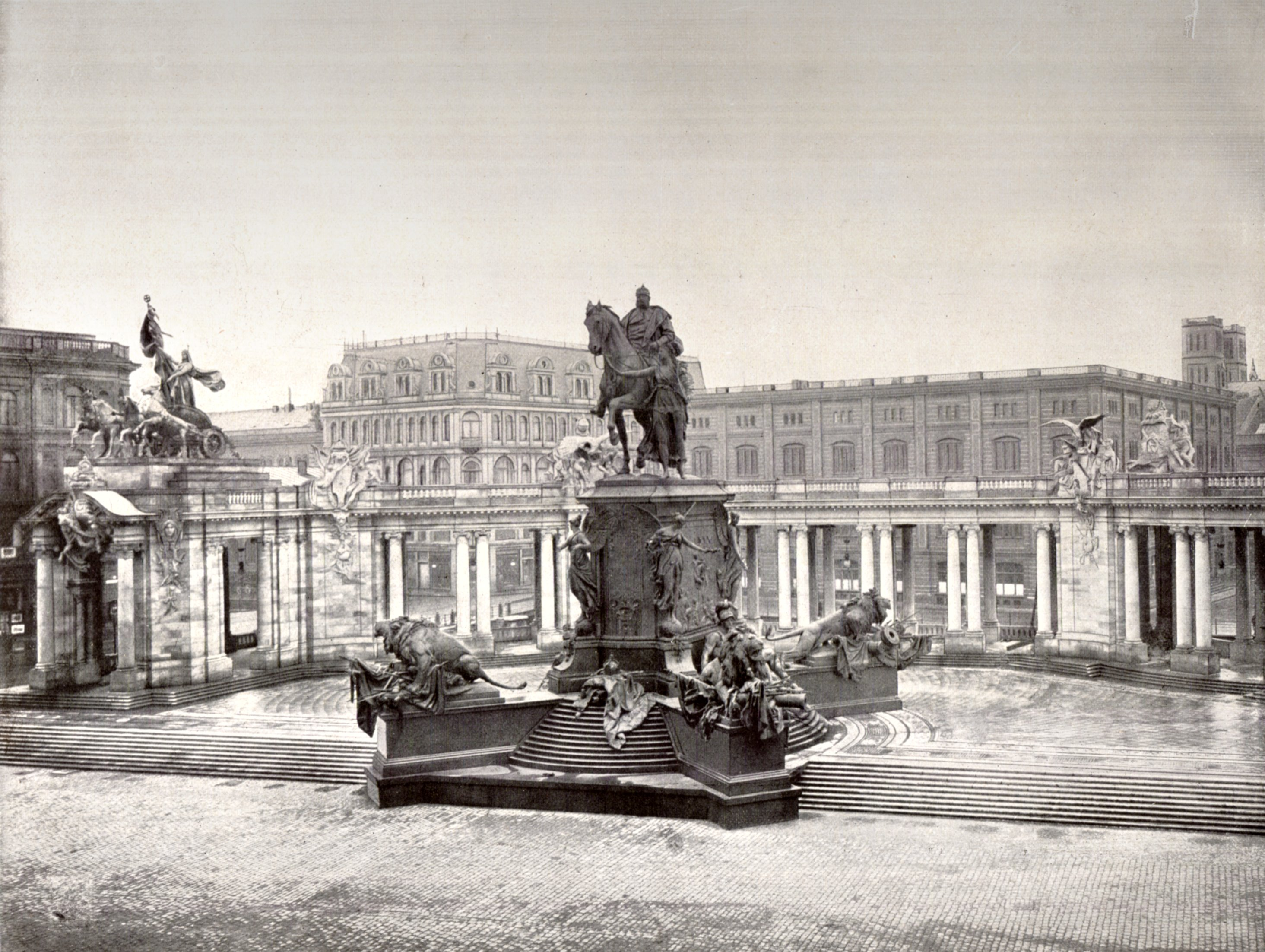
Kaiser-Wilhelm-Nationaldenkmal in Berlijn

Wilhelm I, (volledige naam: Wilhelm Friedrich Ludwig) (Berlijn, 22 maart 1797 — aldaar, 9 maart 1888) van het Huis Hohenzollern, was een Pruisisch en Duits vorst. Hij werd koning van Pruisen in 1861, kreeg het Bundespräsidium van de Noord-Duitse Bond in 1867 en was Duits keizer vanaf 1871 tot aan zijn dood.
Onder de heerschappij van Wilhelm en zijn kanselier Otto von Bismarck, verwezenlijkte Pruisen de eenmaking van Duitsland en de stichting van het Duitse Keizerrijk.

## Leven
Wilhelm was de tweede zoon van Frederik Willem III van Pruisen en Louise van Mecklenburg-Strelitz, dochter van groothertog Karel II.
Na de troonsbestijging van zijn kinderloze broer Frederik Willem IV werd Wilhelm de beoogde troonopvolger. Hij was in politiek opzicht conservatief gezind en wilde derhalve zoveel als mogelijk vasthouden aan de oude privileges en voorrechten van de aristocratie. In het Revolutiejaar 1848 was hij daarom onder andere voorstander van een gewelddadig neerslaan van de Maartrevolutie in Berlijn. Toen dit bekend werd, moest hij voor zijn eigen veiligheid enige tijd in Groot-Brittannië doorbrengen. Een jaar later was hij weer terug in Duitsland om in Baden en de Palts leiding te geven aan de troepen, die de opstandige democraten de kop indrukten. 
Frederik Willem IV kreeg in zijn laatste jaren te maken met gezondheidsproblemen, onder andere een paar beroertes, waardoor zijn verstandelijke vermogens uiteindelijk ernstig waren aangetast. In feite was hij niet meer in staat om te regeren en zijn beoogde opvolger, zijn jongere broer Wilhelm, nam vanaf 1858 de regering over als regent namens zijn geestesziek geworden broer. Frederik Willem IV overleed op 2 januari 1861. 

### Koning van Pruisen
In 1861 besteeg Wilhelm officieel de troon van Pruisen als Wilhelm I. Een jaar later kwam hij al in aanvaring met het Huis van Afgevaardigden over het begrotingsrecht met betrekking tot militaire uitgaven. Wilhelm wilde onder andere betere bewapening voor het leger en langere dienstplicht voor de soldaten, maar het Huis van Afgevaardigden wilde daarvoor niet de benodigde fondsen vrijmaken. Dit aanvankelijk oppervlakkige conflict nam zulke grote vormen aan, geen van beide partijen was bereid om water bij de wijn te doen, dat het uitdraaide op een constitutionele crisis en koning Wilhelm I op een gegeven moment zelfs aan aftreden dacht. Hij deed dit uiteindelijk toch niet, maar stelde wel een nieuwe premier aan die het probleem voor hem moest oplossen. Dankzij de aanstelling van Otto von Bismarck tot premier van Pruisen slaagde Wilhelm erin om het conflict toch in zijn voordeel te beëindigen. Hierna hield de koning zich minder met politieke zaken bezig. Hij liet deze voortaan zoveel mogelijk over aan zijn eerste minister. Wel probeerde hij zich enkele malen, overigens tevergeefs, te verzetten tegen de oorlogen die Bismarck voerde om zijn politieke ideaal, de vereniging van de Duitse staten in één federatie onder Pruisische leiding (klein-Duitse richting), te verwezenlijken.
In de Noord-Duitse Bond van 1867, de federale staat die Noord-Duitsland verenigde nadat Oostenrijk als machtsfactor was verdrongen tijdens de Oostenrijks-Pruisische Oorlog (1866), kreeg de Pruisische koning het Bundespräsidium. Daarmee waren de taken van een monarchistisch staatshoofd verbonden. Tijdens de Frans-Pruisische Oorlog (1870-1871) kreeg de Bond een nieuwe grondwet. Vanaf 1 januari 1871 had de Pruisische koning eveneens de titel Deutscher Kaiser.

### Reichsgründung

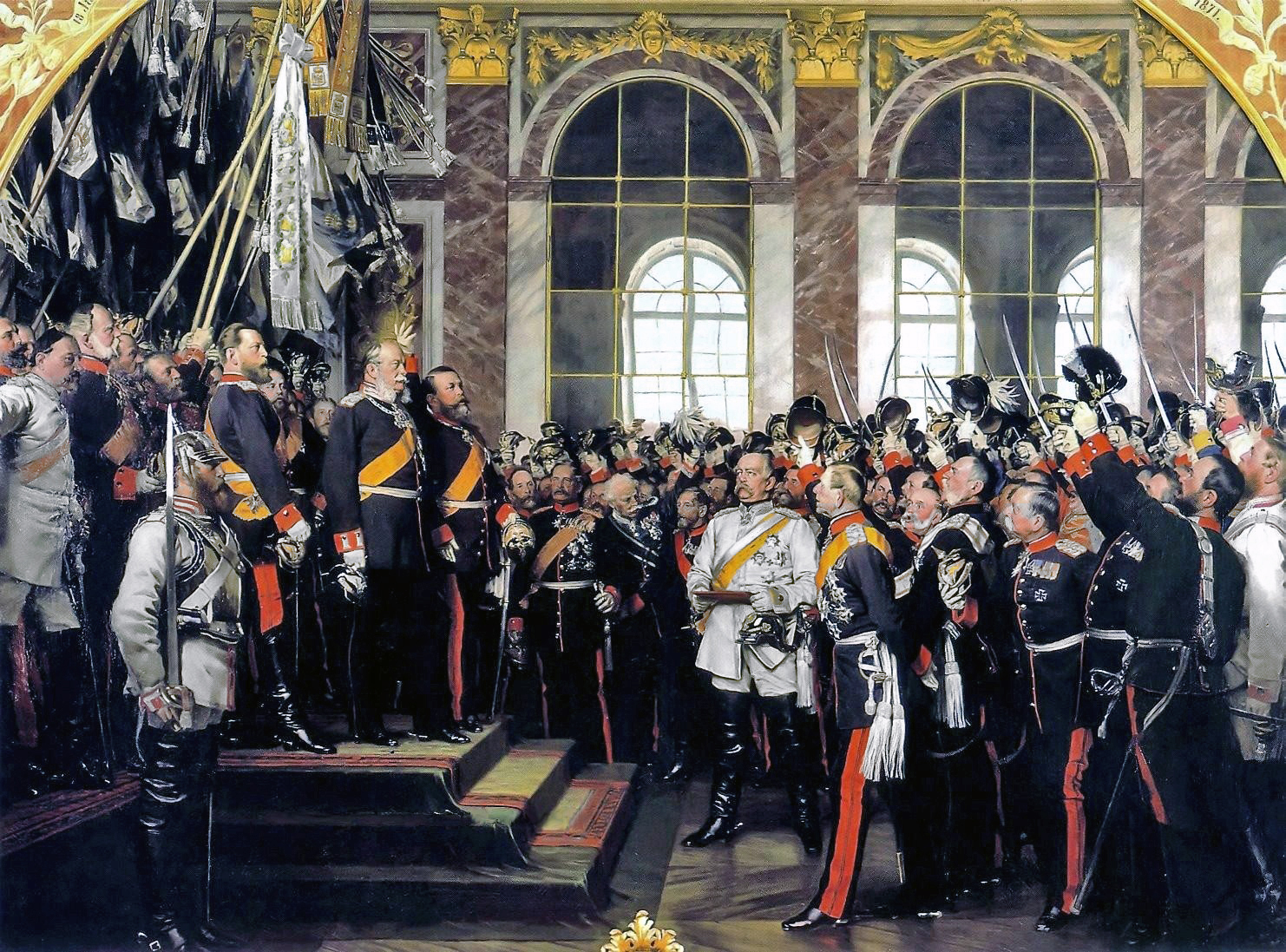
Proclamatie van Wilhelm I als Duitse Keizer. Op het bordes brengt Frederik I van Baden de eerste toost uit op Wilhelm. Naast hem staat kroonprins Frederik en in het midden (in het wit) Otto von Bismarck.

Bekender dan de nieuwe grondwet is nu de zogeheten keizerproclamatie van 18 januari 1871 in de spiegelzaal van het Paleis van Versailles. De Pruisische legerleiding had haar hoofdkwartier daar toen, voor korte tijd, gevestigd. De aristocratische leiders van Pruisen en de Duitse bondgenoten waren daar ook aanwezig. De groothertog van Baden bracht op die dag als eerste een "hoog!" uit op "keizer Wilhelm". 
Wilhelm had zich tot eind 1870 tegen de titel Kaiser von Deutschland verzet. Wilhelm was bang dat de Duitse keizertitel niet door andere landen erkend zou worden. Uiteindelijk legde de nieuwe Duitse keizer zich, op aandringen van o.a. premier Bismarck, neer bij zijn nieuwe titel, maar hij wilde bij voorkeur toch liever koning van Pruisen genoemd worden. Verder had de 18e januari geen staatsrechtelijke betekenis, maar werd later wel als dag van de Reichsgründung gezien.
Hij gaf later ook toe dat de werkelijke macht in het keizerrijk niet bij hem berustte, maar bij Bismarck. Dit bleek uit de uitspraken: Bismarck ist wichtiger en Es ist nicht leicht, unter einem solchen Kanzler Kaiser zu sein.

### Aanslagen
Gedurende Wilhelms bewind werden er diverse aanslagen op hem gepleegd.
Op 11 mei 1878 pleegde Max Hödel, een loodgietersgezel uit Leipzig een mislukte moordaanslag op Wilhelm in Berlijn. Hödel vuurde met een revolver twee kogels af op de open koets waarin de keizer en zijn dochter Louise Marie Elisabeth over Unter den Linden reden, maar die misten hun doel. Hödel werd ter dood veroordeeld.
Een tweede poging om Wilhelm om te brengen mislukte eveneens. Karl Nobiling schoot op 2 juni 1878 op de keizer die in de Tiergarten wandelde. Wilhelm raakte daarbij zwaargewond. Nobiling probeerde vervolgens zelfmoord te plegen, maar dat mislukte. Drie maanden later overleed hij alsnog aan deze verwondingen. Wilhelm had geruime tijd nodig om te herstellen en in de tussentijd nam zijn zoon, kroonprins Frederik, als regent de staatszaken waar.
Bij de inwijding van het Niederwalddenkmal in Rüdesheim op 28 september 1883 bereidden August Reinsdorf en enkele mede-anarchisten een aanslag met dynamiet voor op de keizer. Vanwege het natte weer werkte het ontstekingsmechanisme echter niet. Reinsdorf en een medeplichtige werden ter dood veroordeeld.

### Overlijden
Wilhelm I overleed uiteindelijk in 1888 in Berlijn op 90-jarige leeftijd. Hij was toen de oudste regerende vorst ooit en werd hierin pas in 1950 gepasseerd door Gustaaf V van Zweden. Hij werd opgevolgd door zijn zoon Frederik III.

## Huwelijk en kinderen
Wilhelm huwde, nadat de onderhandelingen over een huwelijk met zijn geliefde Elisa Radziwiłł, dochter van Antoni Radziwiłł, waren afgebroken, op 11 juni 1829 Augusta van Saksen-Weimar-Eisenach, een dochter van groothertog Karel Frederik. Uit dit huwelijk werden twee kinderen geboren:
- Frederik Willem Nicolaas Karel (1831-1888), koning en keizer, trouwde met Victoria van Saksen-Coburg en Gotha, prinses van Groot-Brittannië. Diens eerstgeboren zoon Wilhelm (1859-1941) kreeg in 1882 zijn eerste zoon (Wilhelm (1882-1951)) waardoor voor het eerst in de Duitse geschiedenis een regerend vorst overgrootvader werd en er vier troongeneraties tegelijkertijd in leven waren. Keizer Wilhelm's achterkleinzoon werd reeds in 1888, na de dood van Frederik III, kroonprins maar door de ineenstorting van het Duitse Keizerrijk in 1918 werd hij nooit keizer.
- Louise Marie Elizabeth (1838-1923), gehuwd met Frederik I van Baden.

## Monumenten
Tussen 1867 en 1918 werden er meer dan 1000 monumenten geplaatst in het Duitse Rijk die min of meer ter ere waren van Wilhelm. Het ging bij lang niet alle monumenten alleen om Wilhelm, maar vaak om de Duitse eenwording in het algemeen. De bekendste monumenten zijn het Kyffhäuserdenkmal (1896), het Kaiser-Wilhelm-Denkmal in Porta Westfalica (1896), het Kaiser-Wilhelm-Denkmal (1897) aan de Deutsches Eck in Koblenz en het afgebroken Kaiser-Wilhelm-Nationaldenkmal (1897) in Berlijn.

### Kwartierstaat
| August Willem van Pruisen (1722—1758)      | August Willem van Pruisen (1722—1758)      | August Willem van Pruisen (1722—1758)      | August Willem van Pruisen (1722—1758)      | August Willem van Pruisen (1722—1758)      | August Willem van Pruisen (1722—1758)      | Amalia van Brunswijk-Wolfenbüttel (1722-1780) | Amalia van Brunswijk-Wolfenbüttel (1722-1780) | Amalia van Brunswijk-Wolfenbüttel (1722-1780) | Amalia van Brunswijk-Wolfenbüttel (1722-1780) | Amalia van Brunswijk-Wolfenbüttel (1722-1780) | Amalia van Brunswijk-Wolfenbüttel (1722-1780) |                                             |                                             | Lodewijk IX van Hessen-Darmstadt (1719–1790) | Lodewijk IX van Hessen-Darmstadt (1719–1790) | Lodewijk IX van Hessen-Darmstadt (1719–1790) | Lodewijk IX van Hessen-Darmstadt (1719–1790) | Lodewijk IX van Hessen-Darmstadt (1719–1790) | Lodewijk IX van Hessen-Darmstadt (1719–1790) | Henriëtte Caroline van Palts-Zweibrücken (1721-1774) | Henriëtte Caroline van Palts-Zweibrücken (1721-1774) | Henriëtte Caroline van Palts-Zweibrücken (1721-1774) | Henriëtte Caroline van Palts-Zweibrücken (1721-1774) | Henriëtte Caroline van Palts-Zweibrücken (1721-1774) | Henriëtte Caroline van Palts-Zweibrücken (1721-1774) |                               |                               | Karel van Mecklenburg-Strelitz (1708-1752) | Karel van Mecklenburg-Strelitz (1708-1752) | Karel van Mecklenburg-Strelitz (1708-1752) | Karel van Mecklenburg-Strelitz (1708-1752) | Karel van Mecklenburg-Strelitz (1708-1752)    | Karel van Mecklenburg-Strelitz (1708-1752)    | Elisabeth Albertine van Sachsen-Hildburghausen (1713–1761) | Elisabeth Albertine van Sachsen-Hildburghausen (1713–1761) | Elisabeth Albertine van Sachsen-Hildburghausen (1713–1761) | Elisabeth Albertine van Sachsen-Hildburghausen (1713–1761) | Elisabeth Albertine van Sachsen-Hildburghausen (1713–1761) | Elisabeth Albertine van Sachsen-Hildburghausen (1713–1761) |                                             |                                             | George Wilhelm van Hessen-Darmstadt (1722-1782) | George Wilhelm van Hessen-Darmstadt (1722-1782) | George Wilhelm van Hessen-Darmstadt (1722-1782)            | George Wilhelm van Hessen-Darmstadt (1722-1782)            | George Wilhelm van Hessen-Darmstadt (1722-1782)            | George Wilhelm van Hessen-Darmstadt (1722-1782)            | Maria Luise Albertine van Leiningen-Dagsburg-Falkenburg (1729-1818) | Maria Luise Albertine van Leiningen-Dagsburg-Falkenburg (1729-1818) | Maria Luise Albertine van Leiningen-Dagsburg-Falkenburg (1729-1818) | Maria Luise Albertine van Leiningen-Dagsburg-Falkenburg (1729-1818) | Maria Luise Albertine van Leiningen-Dagsburg-Falkenburg (1729-1818) | Maria Luise Albertine van Leiningen-Dagsburg-Falkenburg (1729-1818) |  |  |  |  |  |  |  |  |  |  |  |  |  |  |  |  |  |  |  |  |  |  |  |  |  |  |  |  |  |  |  |  |  |  |  |  |  |  |  |  |  |  |  |  |  |  |  |  |
| August Willem van Pruisen (1722—1758)      | August Willem van Pruisen (1722—1758)      | August Willem van Pruisen (1722—1758)      | August Willem van Pruisen (1722—1758)      | August Willem van Pruisen (1722—1758)      | August Willem van Pruisen (1722—1758)      | Amalia van Brunswijk-Wolfenbüttel (1722-1780) | Amalia van Brunswijk-Wolfenbüttel (1722-1780) | Amalia van Brunswijk-Wolfenbüttel (1722-1780) | Amalia van Brunswijk-Wolfenbüttel (1722-1780) | Amalia van Brunswijk-Wolfenbüttel (1722-1780) | Amalia van Brunswijk-Wolfenbüttel (1722-1780) |                                             |                                             | Lodewijk IX van Hessen-Darmstadt (1719–1790) | Lodewijk IX van Hessen-Darmstadt (1719–1790) | Lodewijk IX van Hessen-Darmstadt (1719–1790) | Lodewijk IX van Hessen-Darmstadt (1719–1790) | Lodewijk IX van Hessen-Darmstadt (1719–1790) | Lodewijk IX van Hessen-Darmstadt (1719–1790) | Henriëtte Caroline van Palts-Zweibrücken (1721-1774) | Henriëtte Caroline van Palts-Zweibrücken (1721-1774) | Henriëtte Caroline van Palts-Zweibrücken (1721-1774) | Henriëtte Caroline van Palts-Zweibrücken (1721-1774) | Henriëtte Caroline van Palts-Zweibrücken (1721-1774) | Henriëtte Caroline van Palts-Zweibrücken (1721-1774) |                               |                               | Karel van Mecklenburg-Strelitz (1708-1752) | Karel van Mecklenburg-Strelitz (1708-1752) | Karel van Mecklenburg-Strelitz (1708-1752) | Karel van Mecklenburg-Strelitz (1708-1752) | Karel van Mecklenburg-Strelitz (1708-1752)    | Karel van Mecklenburg-Strelitz (1708-1752)    | Elisabeth Albertine van Sachsen-Hildburghausen (1713–1761) | Elisabeth Albertine van Sachsen-Hildburghausen (1713–1761) | Elisabeth Albertine van Sachsen-Hildburghausen (1713–1761) | Elisabeth Albertine van Sachsen-Hildburghausen (1713–1761) | Elisabeth Albertine van Sachsen-Hildburghausen (1713–1761) | Elisabeth Albertine van Sachsen-Hildburghausen (1713–1761) |                                             |                                             | George Wilhelm van Hessen-Darmstadt (1722-1782) | George Wilhelm van Hessen-Darmstadt (1722-1782) | George Wilhelm van Hessen-Darmstadt (1722-1782)            | George Wilhelm van Hessen-Darmstadt (1722-1782)            | George Wilhelm van Hessen-Darmstadt (1722-1782)            | George Wilhelm van Hessen-Darmstadt (1722-1782)            | Maria Luise Albertine van Leiningen-Dagsburg-Falkenburg (1729-1818) | Maria Luise Albertine van Leiningen-Dagsburg-Falkenburg (1729-1818) | Maria Luise Albertine van Leiningen-Dagsburg-Falkenburg (1729-1818) | Maria Luise Albertine van Leiningen-Dagsburg-Falkenburg (1729-1818) | Maria Luise Albertine van Leiningen-Dagsburg-Falkenburg (1729-1818) | Maria Luise Albertine van Leiningen-Dagsburg-Falkenburg (1729-1818) |  |  |  |  |  |  |  |  |  |  |  |  |  |  |  |  |  |  |  |  |  |  |  |  |  |  |  |  |  |  |  |  |  |  |  |  |  |  |  |  |  |  |  |  |  |  |  |  |
|                                            |                                            |                                            |                                            |                                            |                                            |                                               |                                               |                                               |                                               |                                               |                                               |                                             |                                             |                                              |                                              |                                              |                                              |                                              |                                              |                                                      |                                                      |                                                      |                                                      |                                                      |                                                      |                               |                               |                                            |                                            |                                            |                                            |                                               |                                               |                                                            |                                                            |                                                            |                                                            |                                                            |                                                            |                                             |                                             |                                                 |                                                 |                                                            |                                                            |                                                            |                                                            |                                                                     |                                                                     |                                                                     |                                                                     |                                                                     |                                                                     |  |  |  |  |  |  |  |  |  |  |  |  |  |  |  |  |  |  |  |  |  |  |  |  |  |  |  |  |  |  |  |  |  |  |  |  |  |  |  |  |  |  |  |  |  |  |  |  |
|                                            |                                            |                                            |                                            | Frederik Willem II van Pruisen (1744-1797) | Frederik Willem II van Pruisen (1744-1797) | Frederik Willem II van Pruisen (1744-1797)    | Frederik Willem II van Pruisen (1744-1797)    | Frederik Willem II van Pruisen (1744-1797)    | Frederik Willem II van Pruisen (1744-1797)    |                                               |                                               |                                             |                                             |                                              |                                              | Frederika van Hessen-Darmstadt (1751-1805)   | Frederika van Hessen-Darmstadt (1751-1805)   | Frederika van Hessen-Darmstadt (1751-1805)   | Frederika van Hessen-Darmstadt (1751-1805)   | Frederika van Hessen-Darmstadt (1751-1805)           | Frederika van Hessen-Darmstadt (1751-1805)           |                                                      |                                                      |                                                      |                                                      |                               |                               |                                            |                                            |                                            |                                            | Karel II van Mecklenburg-Strelitz (1741-1816) | Karel II van Mecklenburg-Strelitz (1741-1816) | Karel II van Mecklenburg-Strelitz (1741-1816)              | Karel II van Mecklenburg-Strelitz (1741-1816)              | Karel II van Mecklenburg-Strelitz (1741-1816)              | Karel II van Mecklenburg-Strelitz (1741-1816)              |                                                            |                                                            |                                             |                                             |                                                 |                                                 | Frederika Caroline Louise van Hessen-Darmstadt (1752–1782) | Frederika Caroline Louise van Hessen-Darmstadt (1752–1782) | Frederika Caroline Louise van Hessen-Darmstadt (1752–1782) | Frederika Caroline Louise van Hessen-Darmstadt (1752–1782) | Frederika Caroline Louise van Hessen-Darmstadt (1752–1782)          | Frederika Caroline Louise van Hessen-Darmstadt (1752–1782)          |                                                                     |                                                                     |                                                                     |                                                                     |  |  |  |  |  |  |  |  |  |  |  |  |  |  |  |  |  |  |  |  |  |  |  |  |  |  |  |  |  |  |  |  |  |  |  |  |  |  |  |  |  |  |  |  |  |  |  |  |
|                                            |                                            |                                            |                                            | Frederik Willem II van Pruisen (1744-1797) | Frederik Willem II van Pruisen (1744-1797) | Frederik Willem II van Pruisen (1744-1797)    | Frederik Willem II van Pruisen (1744-1797)    | Frederik Willem II van Pruisen (1744-1797)    | Frederik Willem II van Pruisen (1744-1797)    |                                               |                                               |                                             |                                             |                                              |                                              | Frederika van Hessen-Darmstadt (1751-1805)   | Frederika van Hessen-Darmstadt (1751-1805)   | Frederika van Hessen-Darmstadt (1751-1805)   | Frederika van Hessen-Darmstadt (1751-1805)   | Frederika van Hessen-Darmstadt (1751-1805)           | Frederika van Hessen-Darmstadt (1751-1805)           |                                                      |                                                      |                                                      |                                                      |                               |                               |                                            |                                            |                                            |                                            | Karel II van Mecklenburg-Strelitz (1741-1816) | Karel II van Mecklenburg-Strelitz (1741-1816) | Karel II van Mecklenburg-Strelitz (1741-1816)              | Karel II van Mecklenburg-Strelitz (1741-1816)              | Karel II van Mecklenburg-Strelitz (1741-1816)              | Karel II van Mecklenburg-Strelitz (1741-1816)              |                                                            |                                                            |                                             |                                             |                                                 |                                                 | Frederika Caroline Louise van Hessen-Darmstadt (1752–1782) | Frederika Caroline Louise van Hessen-Darmstadt (1752–1782) | Frederika Caroline Louise van Hessen-Darmstadt (1752–1782) | Frederika Caroline Louise van Hessen-Darmstadt (1752–1782) | Frederika Caroline Louise van Hessen-Darmstadt (1752–1782)          | Frederika Caroline Louise van Hessen-Darmstadt (1752–1782)          |                                                                     |                                                                     |                                                                     |                                                                     |  |  |  |  |  |  |  |  |  |  |  |  |  |  |  |  |  |  |  |  |  |  |  |  |  |  |  |  |  |  |  |  |  |  |  |  |  |  |  |  |  |  |  |  |  |  |  |  |
|                                            |                                            |                                            |                                            |                                            |                                            |                                               |                                               |                                               |                                               | Frederik Willem III van Pruisen (1770-1840)   | Frederik Willem III van Pruisen (1770-1840)   | Frederik Willem III van Pruisen (1770-1840) | Frederik Willem III van Pruisen (1770-1840) | Frederik Willem III van Pruisen (1770-1840)  | Frederik Willem III van Pruisen (1770-1840)  |                                              |                                              |                                              |                                              |                                                      |                                                      |                                                      |                                                      |                                                      |                                                      |                               |                               |                                            |                                            |                                            |                                            |                                               |                                               |                                                            |                                                            |                                                            |                                                            | Louise van Mecklenburg-Strelitz (1776-1810)                | Louise van Mecklenburg-Strelitz (1776-1810)                | Louise van Mecklenburg-Strelitz (1776-1810) | Louise van Mecklenburg-Strelitz (1776-1810) | Louise van Mecklenburg-Strelitz (1776-1810)     | Louise van Mecklenburg-Strelitz (1776-1810)     |                                                            |                                                            |                                                            |                                                            |                                                                     |                                                                     |                                                                     |                                                                     |                                                                     |                                                                     |  |  |  |  |  |  |  |  |  |  |  |  |  |  |  |  |  |  |  |  |  |  |  |  |  |  |  |  |  |  |  |  |  |  |  |  |  |  |  |  |  |  |  |  |  |  |  |  |
|                                            |                                            |                                            |                                            |                                            |                                            |                                               |                                               |                                               |                                               | Frederik Willem III van Pruisen (1770-1840)   | Frederik Willem III van Pruisen (1770-1840)   | Frederik Willem III van Pruisen (1770-1840) | Frederik Willem III van Pruisen (1770-1840) | Frederik Willem III van Pruisen (1770-1840)  | Frederik Willem III van Pruisen (1770-1840)  |                                              |                                              |                                              |                                              |                                                      |                                                      |                                                      |                                                      |                                                      |                                                      |                               |                               |                                            |                                            |                                            |                                            |                                               |                                               |                                                            |                                                            |                                                            |                                                            | Louise van Mecklenburg-Strelitz (1776-1810)                | Louise van Mecklenburg-Strelitz (1776-1810)                | Louise van Mecklenburg-Strelitz (1776-1810) | Louise van Mecklenburg-Strelitz (1776-1810) | Louise van Mecklenburg-Strelitz (1776-1810)     | Louise van Mecklenburg-Strelitz (1776-1810)     |                                                            |                                                            |                                                            |                                                            |                                                                     |                                                                     |                                                                     |                                                                     |                                                                     |                                                                     |  |  |  |  |  |  |  |  |  |  |  |  |  |  |  |  |  |  |  |  |  |  |  |  |  |  |  |  |  |  |  |  |  |  |  |  |  |  |  |  |  |  |  |  |  |  |  |  |
|                                            |                                            |                                            |                                            |                                            |                                            |                                               |                                               |                                               |                                               |                                               |                                               |                                             |                                             |                                              |                                              |                                              |                                              |                                              |                                              |                                                      |                                                      |                                                      |                                                      |                                                      |                                                      |                               |                               |                                            |                                            |                                            |                                            |                                               |                                               |                                                            |                                                            |                                                            |                                                            |                                                            |                                                            |                                             |                                             |                                                 |                                                 |                                                            |                                                            |                                                            |                                                            |                                                                     |                                                                     |                                                                     |                                                                     |                                                                     |                                                                     |  |  |  |  |  |  |  |  |  |  |  |  |  |  |  |  |  |  |  |  |  |  |  |  |  |  |  |  |  |  |  |  |  |  |  |  |  |  |  |  |  |  |  |  |  |  |  |  |
|                                            |                                            |                                            |                                            |                                            |                                            |                                               |                                               |                                               |                                               |                                               |                                               |                                             |                                             |                                              |                                              |                                              |                                              |                                              |                                              |                                                      |                                                      |                                                      |                                                      |                                                      |                                                      |                               |                               |                                            |                                            |                                            |                                            |                                               |                                               |                                                            |                                                            |                                                            |                                                            |                                                            |                                                            |                                             |                                             |                                                 |                                                 |                                                            |                                                            |                                                            |                                                            |                                                                     |                                                                     |                                                                     |                                                                     |                                                                     |                                                                     |  |  |  |  |  |  |  |  |  |  |  |  |  |  |  |  |  |  |  |  |  |  |  |  |  |  |  |  |  |  |  |  |  |  |  |  |  |  |  |  |  |  |  |  |  |  |  |  |
| Frederik Willem IV van Pruisen (1795-1861) | Frederik Willem IV van Pruisen (1795-1861) | Frederik Willem IV van Pruisen (1795-1861) | Frederik Willem IV van Pruisen (1795-1861) | Frederik Willem IV van Pruisen (1795-1861) | Frederik Willem IV van Pruisen (1795-1861) |                                               |                                               | Wilhelm I van Duitsland (1797-1888)           | Wilhelm I van Duitsland (1797-1888)           | Wilhelm I van Duitsland (1797-1888)           | Wilhelm I van Duitsland (1797-1888)           | Wilhelm I van Duitsland (1797-1888)         | Wilhelm I van Duitsland (1797-1888)         |                                              |                                              | Charlotte van Pruisen (1798-1860)            | Charlotte van Pruisen (1798-1860)            | Charlotte van Pruisen (1798-1860)            | Charlotte van Pruisen (1798-1860)            | Charlotte van Pruisen (1798-1860)                    | Charlotte van Pruisen (1798-1860)                    |                                                      |                                                      | Karel van Pruisen (1801-1883)                        | Karel van Pruisen (1801-1883)                        | Karel van Pruisen (1801-1883) | Karel van Pruisen (1801-1883) | Karel van Pruisen (1801-1883)              | Karel van Pruisen (1801-1883)              |                                            |                                            | Alexandrine van Pruisen (1803-1892)           | Alexandrine van Pruisen (1803-1892)           | Alexandrine van Pruisen (1803-1892)                        | Alexandrine van Pruisen (1803-1892)                        | Alexandrine van Pruisen (1803-1892)                        | Alexandrine van Pruisen (1803-1892)                        |                                                            |                                                            | Louise van Pruisen (1808-1870)              | Louise van Pruisen (1808-1870)              | Louise van Pruisen (1808-1870)                  | Louise van Pruisen (1808-1870)                  | Louise van Pruisen (1808-1870)                             | Louise van Pruisen (1808-1870)                             |                                                            |                                                            | Albert van Pruisen (1809-1872)                                      | Albert van Pruisen (1809-1872)                                      | Albert van Pruisen (1809-1872)                                      | Albert van Pruisen (1809-1872)                                      | Albert van Pruisen (1809-1872)                                      | Albert van Pruisen (1809-1872)                                      |  |  |  |  |  |  |  |  |  |  |  |  |  |  |  |  |  |  |  |  |  |  |  |  |  |  |  |  |  |  |  |  |  |  |  |  |  |  |  |  |  |  |  |  |  |  |  |  |

- Bibsys: 90719244
- Bibliothèque nationale de France: cb113442872 (data)
- CiNii: DA13155768
- Gemeinsame Normdatei: 118632884
- International Standard Name Identifier: 0000 0001 1063 0020
- Library of Congress Control Number: n80149385
- National Archives and Records Administration: 10567693
- Bibliotheek van het Japanse parlement: 00795186
- Nationale Bibliotheek van Tsjechië: jn20000605601
- Nationale bibliotheek van Australië: 36048951
- Nationale Bibliotheek van Israël: 987007270079505171
- Nationale Bibliotheek van Polen: a0000001182450
- Nederlandse Thesaurus van Auteursnamen: 07139477X
- Réseau des bibliothèques de Suisse occidentale: 02-A017452756
- LIBRIS: 207087
- Système universitaire de documentation: 027764486
- Museum of New Zealand Te Papa Tongarewa: 67970
- Trove: 1201763
- Virtual International Authority File: 43148190
- WorldCat: E39PBJvmJqv89ybYxkBfKMrcyd

Hertogen: Albrecht · Albrecht Frederik · Johan Sigismund · George Willem · Frederik Willem · Frederik

Koningen: Frederik I · Frederik Willem I · Frederik II de Grote · Frederik Willem II · Frederik Willem III · Frederik Willem IV · Wilhelm I · Frederik III · Wilhelm II